# 장신포
장신포(江心坡)는 카친 주의 북반부와 사가잉 관구의 북쪽 일부이다. 장신포의 일부 지역은 영국의 침입 이전에 확실히 청나라가 실효지배하던 곳이었고, 어디까지 청나라가 먼저 영토로 편입했는지는 분명치 않다.
영국이 점령하여 영국령 버마의 일부로 편입되었다. 중화민국(타이완)은 계속 이 곳을 자국령이라고 주장하였다. 1960년에 중화인민공화국이 난칸과 장신포 지역을 버마(현 미얀마) 영토로 인정했으나 중화민국은 이를 인정하지 않는다.

## 같이 보기
- 쿠몬범산